# Division 2 1952/53
Die Division 2 1952/53 war die 14. Austragung der zweithöchsten französischen Fußballliga. Zweitligameister wurde Toulouse FC.

## Vereine
Teilnahmeberechtigt waren die 14 Vereine, die nach der vorangegangenen Spielzeit weder in die erste Division aufgestiegen waren noch ihre Lizenz – freiwillig oder gezwungen – aufgegeben hatten. Dazu kamen zwei Erstligaabsteiger und zwei Neulinge, die Profistatus angenommen hatte.
Somit spielten in dieser Saison folgende 18 Mannschaften um die Meisterschaft der Division 2:
- eine Mannschaft aus dem äußersten Norden (US Valenciennes-Anzin),
- drei aus Paris und der Champagne (CA Paris, Neuling Red Star Olympique, AS Troyes-Savinienne),
- zwei aus dem Nordosten (Absteiger Racing Strasbourg, Racing Club Franc-Comtois Besançon),
- drei aus dem Westen (FC Rouen, FC Nantes, SCO Angers),
- neun aus dem Süden (Toulouse FC, FC Grenoble, Absteiger Olympique Lyon, Neuling FC Perpignan, AS Béziers, Olympique Alès, SC Toulon, AS Cannes, AS Monaco).

Einen direkten Auf- und Abstieg in Abhängigkeit vom sportlich erzielten Ergebnis hatte es vor dem Zweiten Weltkrieg lediglich zwischen erster und zweiter Profi-Division gegeben; danach war über einige Jahre ein Abstieg in die dritthöchste Spielklasse eingeführt worden, der 1952/53 allerdings nicht mehr in Kraft war. Außerdem konnte ein Zweitdivisionär dann absteigen, wenn er seine Lizenz abgab oder sie ihm entzogen wurde. Bisherige Amateurmannschaften hingegen konnten auch weiterhin nur dann zur folgenden Saison in die Division 2 aufsteigen, wenn sie vom zuständigen Verband FFF die Genehmigung erhielten, professionellen Status anzunehmen.
Dazu gab es in dieser Saison eine Relegation zwischen dem am schlechtesten platzierten Erstligisten, der nicht direkt abstieg, und dem besten, nicht direkt aufstiegsberechtigten Zweitligisten.

## Saisonverlauf
Jede Mannschaft trug gegen jeden Gruppengegner ein Hin- und ein Rückspiel aus, einmal vor eigenem Publikum und einmal auswärts. Es galt die Zwei-Punkte-Regel; bei Punktgleichheit gab das Torverhältnis den Ausschlag für die Platzierung. In Frankreich wird bei der Angabe des Punktverhältnisses ausschließlich die Zahl der Pluspunkte genannt; hier geschieht dies in der in Deutschland zu Zeiten der 2-Punkte-Regel üblichen Notation.
An der Tabellenspitze entwickelte sich frühzeitig ein Dreikampf um die beiden direkten Aufstiegsplätze, in den keine weitere Mannschaft einzugreifen vermochte und der bis zum Saisonende spannend blieb. Mit Toulouse und Monaco setzten sich schließlich in einem äußerst knappen Zieleinlauf die beiden Kontrahenten mit den erfolgreichsten Angriffs- und den besten Abwehrreihen durch; aber auch dem Drittplatzierten, Absteiger Strasbourg, gelang in der anschließenden Relegation noch die Rückkehr in die höchste Spielklasse (siehe unten). Von den beiden Neulingen überraschte der FC Perpignan – ein Team aus einer Rugby-Hochburg – mit seinem Mittelfeldplatz positiv, während die ambitionierten „Audoniens“ von Red Star lediglich die Mannschaft aus Alès hinter sich lassen konnten, die auch schon in der vorangehenden Saison und mit gleichfalls nur 17 Pluspunkten das Tabellenende geziert hatte.
In den 306 Begegnungen wurden 967 Treffer erzielt; das entsprach einem Mittelwert von knapp 3,2 Toren je Spiel und lag nur geringfügig über dem schwächsten Wert seit Gründung der zweiten Division, aufgestellt in der Saison 1949/50. Die Torjägerkrone gewann wie im Vorjahr ein Schwede, diesmal der Toulouser Angreifer Bror Mellberg mit 27 Toren.
Nach Saisonende gab kein Klub seinen Profistatus auf. Zur folgenden Spielzeit erteilte der Verband zusätzlich der AS Aix und der UA Sedan-Torcy eine Lizenz; aus der Division 1 kamen Racing Paris, SO Montpellier und der Relegationsverlierer Stade Rennes UC hinzu, so dass die zweite Liga dann mit 20 Teilnehmern ausgetragen werden sollte.

## Abschlusstabelle
| Pl. | Verein                 | Sp. | S  | U  | N  | Tore    | Quote | Punkte |
| --- | ---------------------- | --- | -- | -- | -- | ------- | ----- | ------ |
| 1.  | Toulouse FC            | 34  | 26 | 4  | 4  | 092:290 | 3,17  | 56:12  |
| 2.  | AS Monaco              | 34  | 24 | 7  | 3  | 088:230 | 3,83  | 55:13  |
| 3.  | Racing Strasbourg (A)  | 34  | 23 | 7  | 4  | 087:320 | 2,72  | 53:15  |
| 4.  | AS Troyes-Savinienne   | 34  | 17 | 8  | 9  | 059:330 | 1,79  | 42:26  |
| 5.  | Racing FC Besançon     | 34  | 18 | 5  | 11 | 069:470 | 1,47  | 41:27  |
| 6.  | FC Nantes              | 34  | 16 | 7  | 11 | 060:590 | 1,02  | 39:29  |
| 7.  | FC Grenoble            | 34  | 14 | 8  | 12 | 057:620 | 0,92  | 36:32  |
| 8.  | Olympique Lyon (A)     | 34  | 12 | 9  | 13 | 041:540 | 0,76  | 33:35  |
| 9.  | FC Perpignan (N)       | 34  | 12 | 8  | 14 | 059:640 | 0,92  | 32:36  |
| 10. | AS Cannes              | 34  | 11 | 10 | 13 | 048:540 | 0,89  | 32:36  |
| 11. | FC Rouen               | 34  | 11 | 9  | 14 | 048:430 | 1,12  | 31:37  |
| 12. | SCO Angers             | 34  | 12 | 6  | 16 | 050:610 | 0,82  | 30:38  |
| 13. | US Valenciennes-Anzin  | 34  | 8  | 9  | 17 | 045:720 | 0,63  | 25:43  |
| 14. | AS Béziers             | 34  | 8  | 9  | 17 | 041:690 | 0,59  | 25:43  |
| 15. | SC Toulon              | 34  | 9  | 6  | 19 | 037:640 | 0,58  | 24:44  |
| 16. | CA Paris               | 34  | 8  | 5  | 21 | 032:650 | 0,49  | 21:47  |
| 17. | Red Star Olympique (N) | 34  | 7  | 6  | 21 | 033:810 | 0,41  | 20:48  |
| 18. | Olympique Alès         | 34  | 5  | 7  | 22 | 021:550 | 0,38  | 17:51  |

Platzierungskriterien: 1. Punkte – 2. Torquotient
| (A) | Absteiger aus der Division 1 1951/52 |
| (N) | Neuaufsteiger                        |

## Relegationsrunde
Da auch diesmal nur je ein Erst- und Zweitdivisionär um einen zusätzlichen Platz im „fußballerischen Oberhaus“ Frankreichs kämpften, gab es lediglich zwei Entscheidungsspiele zwischen diesen, die beide auf neutralem Platz ausgetragen wurden. Racing Strasbourg kehrte nach nur einem Jahr in die Division 1 zurück.
|                   | Gesamt |                 | Hinspiel | Rückspiel |
| ----------------- | ------ | --------------- | -------- | --------- |
| Racing Strasbourg | 7:1    | Stade Rennes UC | 4:0      | 3:1       |